# Romarei, das Mädchen mit den grünen Augen
Romarei, das Mädchen mit den grünen Augen ist ein deutscher Abenteuerfilm aus dem Jahr 1958, der unter Regie von Harald Reinl entstand. Alternativtitel sind Todesfalle Tripolis und Wer ist Mazareff?.

## Inhalt
Romarei hat übersinnliche Fähigkeiten, die ihre Adoptivmutter Prang zu Gunsten all jener einsetzen lässt, die dafür bezahlen. Manchmal sieht sie Unglücke für die bezahlenden Personen vorher – so kann sie auch nach einer Vision eines Fahrstuhlabsturzes ihren Freund Lorenz Ophoven vor einer Katastrophe warnen.
Ihre Fähigkeiten kommen auch Sir Boris Olinzoff zu Ohren, der Romarei ihrer Mutter "abkauft", ihr ein luxuriöses Leben verspricht und sich durch ihre Fähigkeiten Wettbewerbsvorteile verschaffen will. Olinzoff war allerdings in der Vision Romareis einer der Protagonisten.
Zunächst scheint Romarei eine Trumpfkarte gezogen zu haben: Sie lebt unbeschwert und finanziell abgesichert bei Olinzoff im Orient und kann ihm einige Ölfelder entdecken, die er erschließen will. Mit der Zeit jedoch kommt sie dahinter, dass Olinzoff seltsame Freunde hat, jegliche Kritik ihrerseits durch Hypnose unterbindet und im Dorf sehr unbeliebt ist. Als Olinzoff nicht anwesend ist, wird sie von den "Freunden" entführt. Ihr Geliebter Lorenzo, der einen Schiffsdampfer betreibt, muss sich dort noch mit einer zwielichtigen Blondine auseinandersetzen, kann jedoch schließlich Romarei zu Hilfe eilen, die älteren, nach ihr lechzenden Männer töten und sie aus den Händen von Olinzoff befreien.

## Produktionsnotizen
Der Film wurde vom 29. September bis Anfang November 1958 im Arca-Filmstudio Berlin-Pichelsberg gedreht. Die Außenaufnahmen entstanden in Tripolis. Uraufführung war am 18. Dezember 1958 in Duisburg (Gloria).

## Kritik
„Dummdreistes Trivialkino, dessen Story im Fahrwasser der in den 50er Jahren erfolgreichen ‘Liane’-Filme dümpelt.“

„Der Produzent Gero Wecker schaffte es, mit diesem Film einen Stoff in die Kinos bringen, der brisant war und in der Tradition von Kriminal- und Abenteuerfilmen wie die von Fritz Lang steht. ‘Romarei’ hat einen spannenden Plot, gute Schauspieler und vor allem herrliche Kulissen, die aufgrund der Tatsache, dass es sich hierbei um einen Farbfilm handelt, wunderbar zur Geltung kommen.“

„Dschungelabenteuer peinlicher Art.“